# Uncinia silvestris
Uncinia silvestris là loài thực vật có hoa trong họ Cói. Loài này được Hamlin miêu tả khoa học đầu tiên năm 1959.